# Paris-Bourges
Paris-Bourges, numera officiellt Paris-Gien-Bourges, är ett årligt (dock med många luckor) endags-landsvägslopp i cykel som hålls sedan 1913 i regionen Centre-Val de Loire i Frankrike. Loppet har sedan 2005 UCI-status som Europe Tour 1.1.
Ursprungligen startade loppet i Paris och var cirka 270 km långt, men sedan 1996 sker starten i Gien och loppet mäter numera i allmänhet drygt 190 km. Målgången sker på Boulevard de la République i Bourges.
Inledningsvis var loppet ett rent amatörlopp, men sedan 1949 är loppet för professionella.
Från 1980 till 1992 kördes Paris-Bourges som ett tvådagars etapplopp (vissa år med två etapper den ena dagen).
Även om det finns några stigningar i andra halvan av rutten, så är de sista fyrtio kilometrarna relativt platta och loppet brukar därför avgöras i en klungspurt.
Utöver placeringarna i loppet utses också bästa spurtare, baserat på tre inlagda poängspurter, och ett bergspris utdelas till den som samlat flest poäng genom att bli bland de tre första uppför loppets tre svåraste backar, vilka vanligtvis är:
Côte de Jars - 1,5 km med 6,6 stigningsprocent 
Côte/Sommet du Graveron - 1,2 km med  9,2 stigningsprocent
Côte de la Chapelotte - 3 km med 4,9 stigningsprocent
2024 ställdes loppet in av finansiella skäl., varefter det 2025 återuppstod som ett amatörlopp.

## Segrare
2023  Arnaud Démare
2022  Jasper Philipsen
2021  Jordi Meeus
2020 ingen tävling (på grund av Covid-19)
2019  Marc Sarreau
2018  Valentin Madouas
2017  Rudy Barbier
2016  Sam Bennett
2015  Sam Bennett
2014  John Degenkolb
2013  John Degenkolb
2012  Florian Vachon
2011  Mathew Hayman
2010  Anthony Ravard
2009  André Greipel
2008  Bernhard Eisel
2007  Romain Feillu
2006  Thomas Voeckler
2005  Lars Bak
2004  Jérôme Pineau
2003  Jens Voigt
2002  Allan Johansen
2001  Florent Brard
2000  Laurent Brochard
1999  Daniele Nardello
1998  Ludo Dierckxsens
1997  Laurent Roux
1996  Tristan Hoffman
1995  Daniele Nardello
1994  Lars Michaelsen
1993  Bruno Cornillet
1992  Wilfried Nelissen
1991  Andrei Tchmil
1990  Laurent Jalabert
1989 ingen tävling
1988  Patrice Esnault
1987  Kim Andersen
1986  Dominique Lecrocq
1985  Niki Rüttimann
1984  Sean Kelly
1983  Stephen Roche
1982  Didier Vanoverschelde
1981  Francis Castaing
1980  Yves Hézard
1979  Jean-René Bernaudeau
1978  Régis Ovion
1977  Régis Delépine
1976  Jean-Luc Molineris
1975  Jean-Pierre Danguillaume
1974  Barry Hoban
1973  Roland Berland
1972  Cyrille Guimard
1971  Walter Ricci
1958–1970 ingen tävling
1957  Raymond Guégan
1956  Joseph Morvan
1955  Jean-Marie Cieleska
1954  Jean Stablinski
1953  Robert Varnajo
1952  Stanislas Bober
1951  Jean-Marie Goasmat
1950  Amand Audaire
1949  Marcel Dussault
1948  Marcel Dussault
1947  Albert Bourlon
1934–1946 ingen tävling
1933  Robert Petit
1932  Narcisse Mattuizi
1930–1931 ingen tävling
1929  Théodore Ladron
1928  Fernand  Bruynooghe
1926–1927 ingen tävling
1925  Gaston Deschamps
1924  Marcel Bidot
1923  Jean Brunier
1922  Marcel Godard
1918–1921 ingen tävling
1917  Charles Juseret
1914-1916 ingen tävling
1913  René Pichon